# Napaea
Genre
Napaea est un genre d'insectes lépidoptères de la famille des Riodinidae que l'on retrouve sur le continent américain du Mexique au Paraguay.

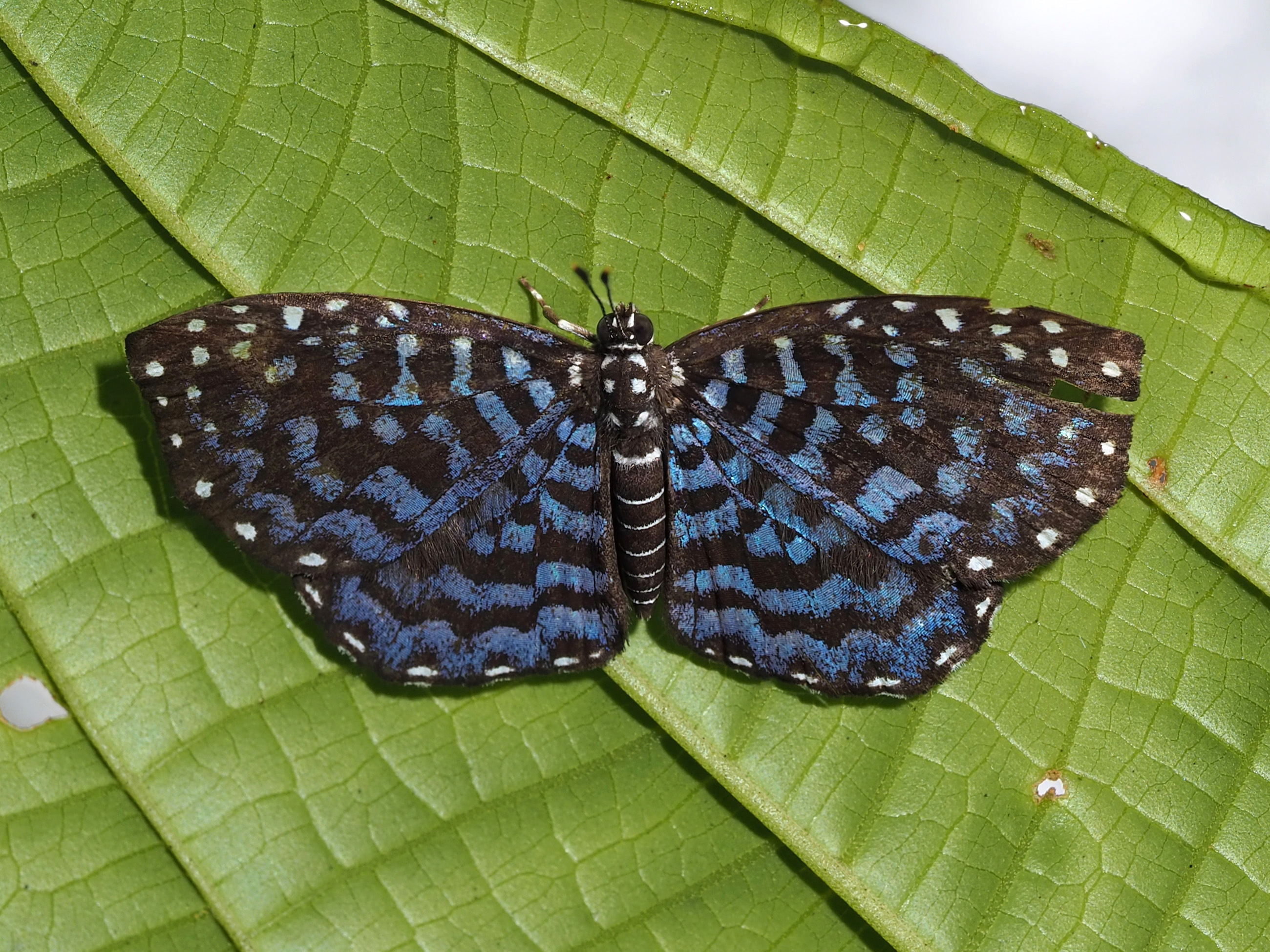

## Dénomination
Le nom Napaea leur a été donné par Jacob Hübner en 1819.

## Liste des espèces
- Napaea agroeca Stichel, 1910; au Brésil.
- Napaea beltiana (Bates, 1867); présent en Guyane, en Guyana, au Surinam,en Colombie et au Brésil.
- Napaea danforthi Warren & Opler, 1999; présent au Mexique
- Napaea elisae (Zikán, 1952); au Brésil.
- Napaea eucharila (Bates, 1867); présent au Mexique, au Costa Rica, à Panama, en Guyane, au Surinam et au Brésil.
- Napaea gynaecomorpha  Hall,Harvey & Gallard, 2005
- Napaea merula (Thieme, 1907); en  Équateur.
- Napaea melampia (Bates, 1867); au Brésil.
- Napaea neildi Hall & Willmott, 1998; présent en  Équateur.
- Napaea nepos (Fabricius, 1793); présent en Guyane, en Guyana, au Paraguay et au Pérou.
- Napaea orpheus (Westwood, 1851); présent en Guyane et au Brésil.
- Napaea paupercula Zikán, 1952; au Brésil.
- Napaea phryxe (C. & R. Felder, 1865); au Brésil.
- Napaea sylva (Möschler, 1877); présent en Guyane, en Guyana et au Surinam.
- Napaea tanos Stichel, 1910; présent en Bolivie
- Napaea theages (Godman & Salvin, 1878); présent à Panama, au Nicaragua, au Costa Rica, en Colombie et en  Équateur.
- Napaea tumbesia Hall & Lamas, 2001; au Pérou.
- Napaea umbra (Boisduval, 1870); présent au Mexique et au Brésil.
- Napaea zikani Stichel, 1923; au Brésil.

### Source
- Napaea sur funet